# دنیای دیروز
دنیای دیروز: خاطرات یک اروپایی (عنوان آلمانی Die Welt von Gestern: Erinnerungen eines Europäers) خاطرات  نویسنده اتریشی اشتفان تسوایگ است. این کتاب، مشهورترین کتاب دوران امپراتوری هابسبورگ نامیده شده‌است. تسوایگ نوشتن این خاطرات را در سال ۱۹۳۴ آغاز کرد، زمانی که با پیش‌بینی آنشلوس و آزار نازی‌ها، از اتریش به انگلستان و سپس به برزیل مهاجرت کرد. او نسخهٔ تایپ‌شده توسط همسر دومش لوته آلتمن را یک روز پیش از خودکشی هر دویشان، در فوریه ۱۹۴۲ برای ناشر ارسال کرد. این کتاب برای اولین بار در استکهلم (۱۹۴۲) با نام Die Welt von Gestern منتشر شد . اولین بار در آوریل ۱۹۴۳ توسط نشر وایکینگ به‌ زبان انگلیسی منتشر شد. در سال ۲۰۱۱، نشر پلانکت لیک آن را در قالب کتاب الکترونیکی منتشر کرد.
این کتاب زندگی در وین را در آغاز سده بیستم با حکایات مفصل توصیف می‌کند. روزهای رو به مرگ اتریش-مجارستان به رهبری امپراتور فرانتس یوزف یکم، از جمله سیستم آموزشی و اخلاق جنسی رایج در آن زمان، همان چیزی که زمینه ظهور علم روانکاوی را فراهم کرد، در این کتاب به‌تصویر کشیده شده‌است. تسوایگ همچنین ثبات جامعه وین را پس از سده‌ها حکومت هابسبورگ توصیف می‌کند